# (6528) Boden
(6528) Boden ist ein Asteroid des Hauptgürtels, der am 21. März 1993 von einem Astronomenteam im Verlauf der UESAC am La-Silla-Observatorium (IAU-Code 809) der Europäischen Südsternwarte in Chile entdeckt wurde.
Der Asteroid wurde am 23. November 1999 nach der Stadt Boden in der schwedischen Provinz Norrbottens län benannt, dem Geburtsort von Mats Lindgren, einem Mitglied des Entdeckerteams.